# Stor tusensnäcka
Stor tusensnäcka (Peringia ulvae eller Hydrobia ulvae) är en snäckart i familjen Hydrobiidae, tusensnäckor. Den beskrevs först av Thomas Pennant 1777.  Arten är reproducerande i Sverige.

## Bildgalleri

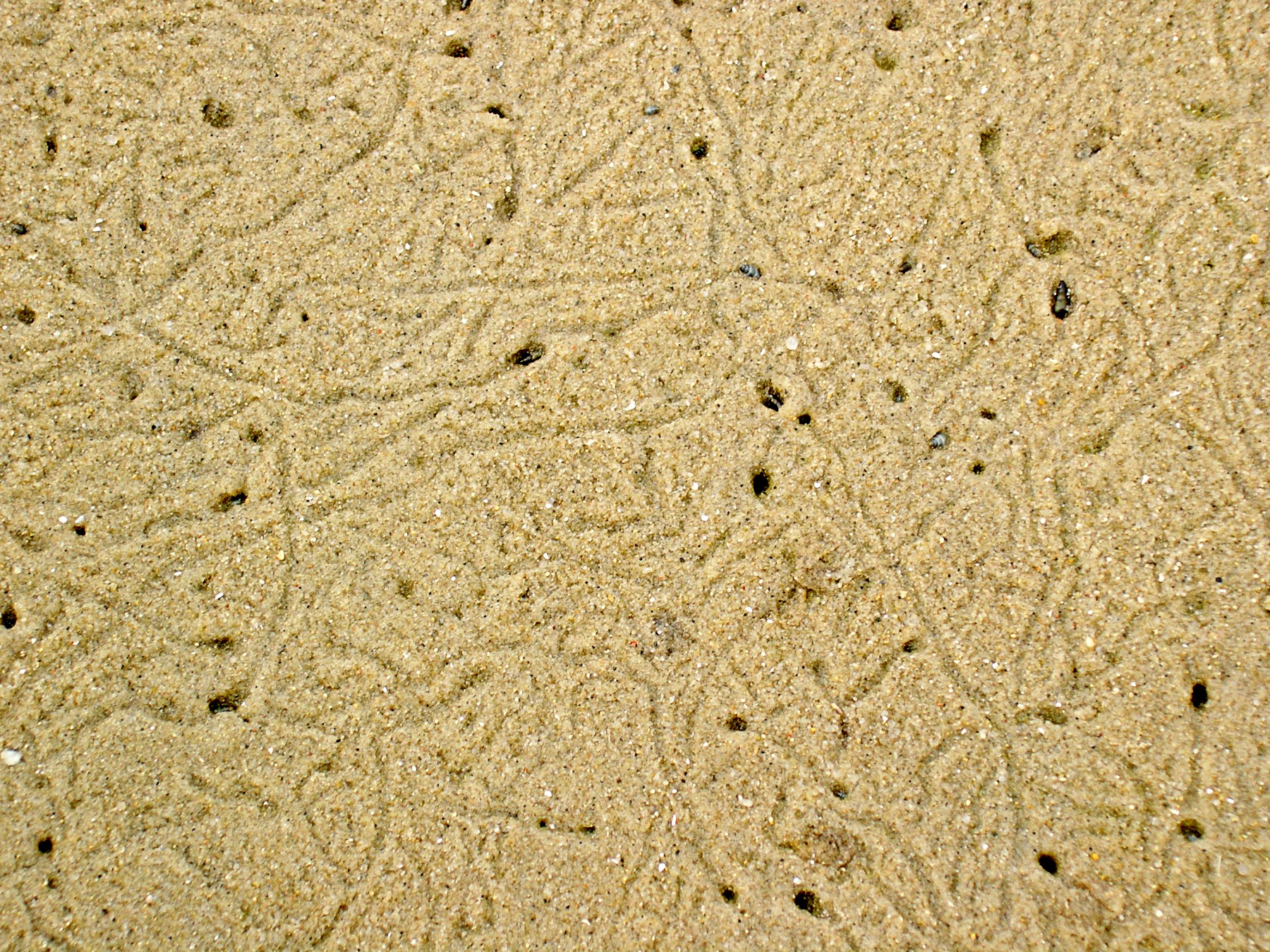
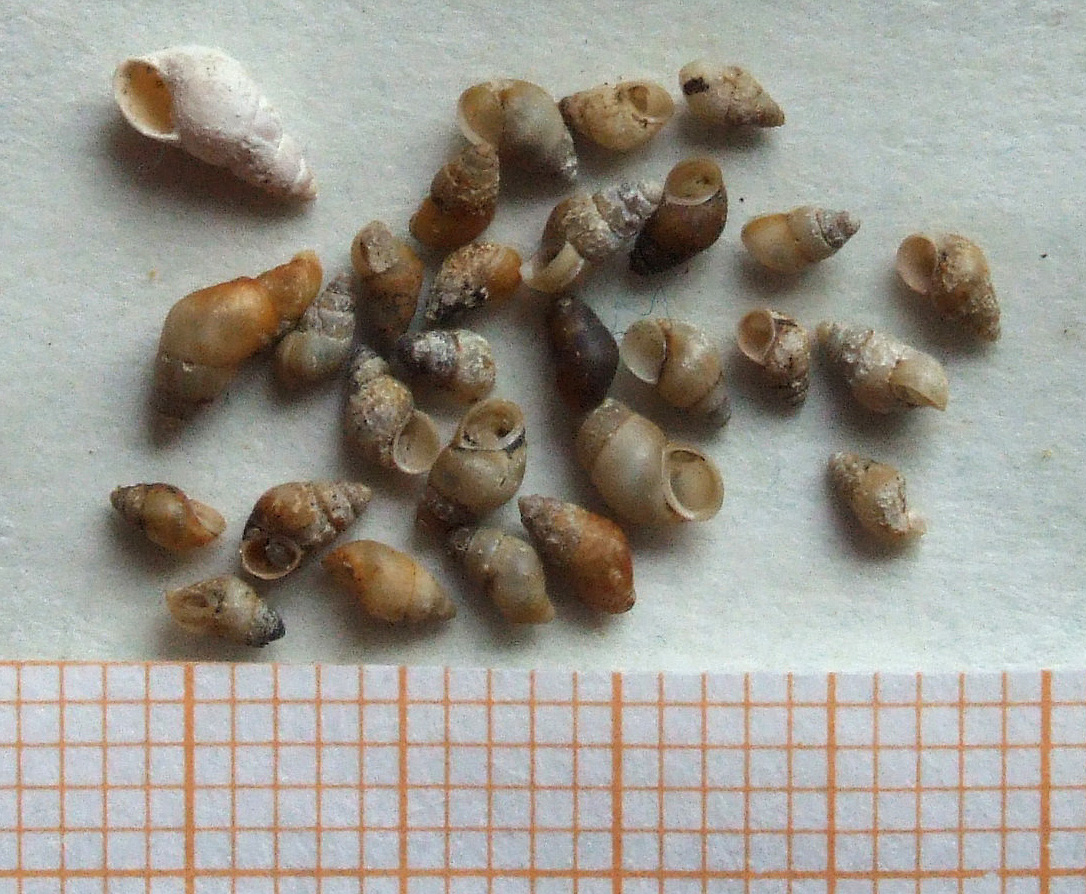
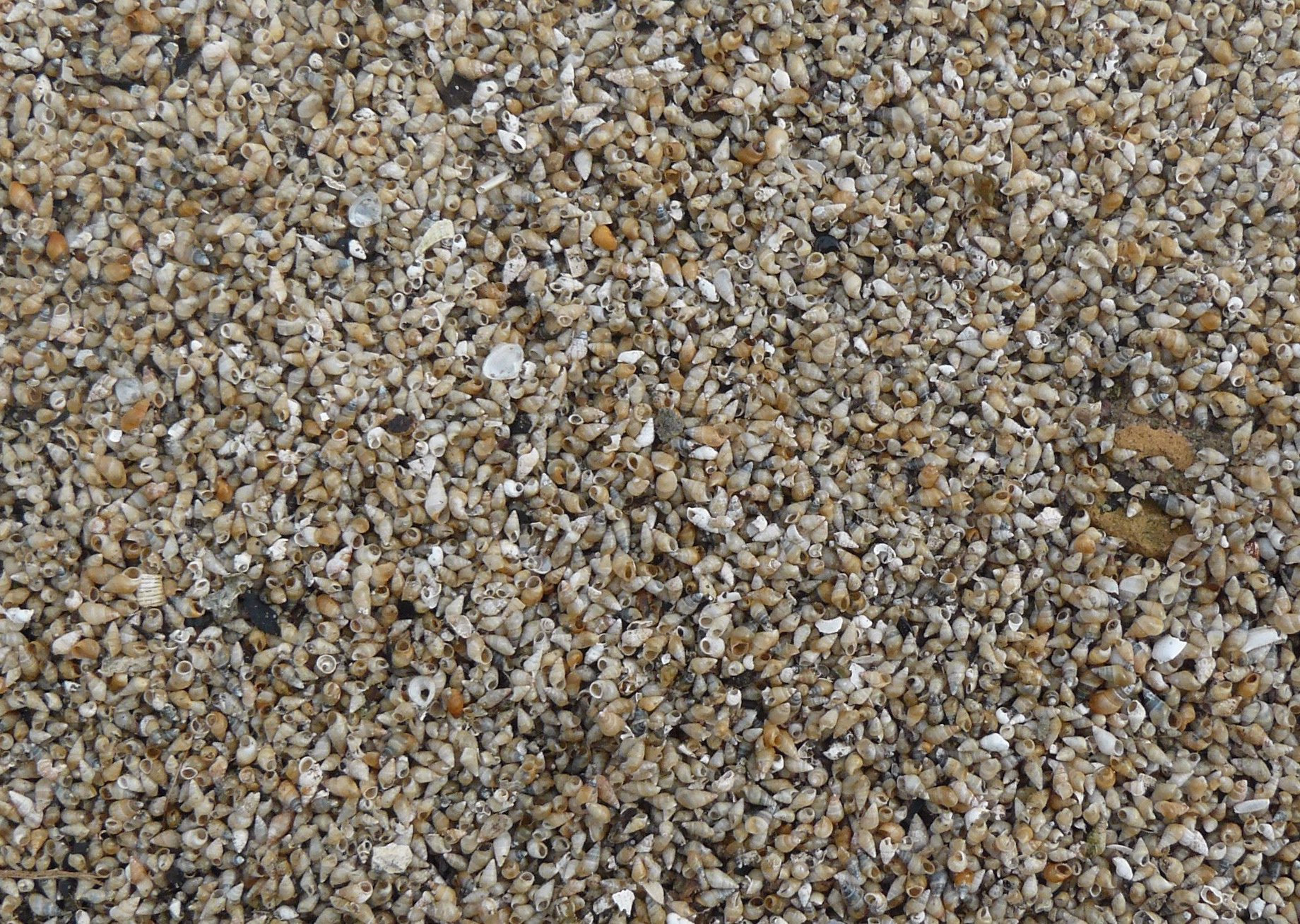